# Championnat de Yougoslavie de football 1938-1939
Navigation
Saison précédente Saison suivante
La saison 1938-1939 du Championnat de Yougoslavie de football était la seizième édition du championnat de première division en Yougoslavie. Douze clubs prennent part à la compétition et sont regroupés en une poule unique où ils affrontent deux fois leurs adversaires, à domicile et à l'extérieur.
C'est le club du BSK Belgrade qui remporte la compétition, en terminant en tête du classement final du championnat, avec cinq points d'avance sur le Građanski et neuf sur le SK Jugoslavija. C'est le 5e titre de champion de Yougoslavie de l'histoire du club.

## Les clubs participants
| - Hajduk Split - SK Jugoslavija - HASK Zagreb - BASK Belgrade - Primorje Ljubljana - FK Slavija | - BSK Belgrade - Jedinstvo Beograd - Građanski - Slavija Varaždin - Spartak Zemun - Građanski Skopje |

## Compétition

### Classement
Le classement est effectué en utilisant le barème classique (victoire à 2 points, match nul un point, défaite zéro point).
| Rang | Équipe             | Pts | J  | G  | N | P  | Bp | Bc | Diff |
| ---- | ------------------ | --- | -- | -- | - | -- | -- | -- | ---- |
| 1    | BSK Belgrade       | 37  | 22 | 17 | 3 | 2  | 67 | 14 | +53  |
| 2    | Građanski          | 32  | 22 | 14 | 4 | 4  | 53 | 17 | +36  |
| 3    | SK Jugoslavija     | 28  | 22 | 12 | 4 | 6  | 37 | 24 | +13  |
| 4    | Hajduk Split       | 27  | 22 | 11 | 5 | 6  | 51 | 30 | +21  |
| 5    | HAŠK Zagreb (T)    | 25  | 22 | 10 | 5 | 7  | 41 | 27 | +14  |
| 6    | Jedinstvo Beograd  | 20  | 22 | 8  | 4 | 10 | 35 | 40 | -5   |
| 7    | FK Slavija         | 19  | 22 | 7  | 5 | 10 | 34 | 43 | -9   |
| 8    | BASK Belgrade      | 19  | 22 | 6  | 7 | 9  | 27 | 36 | -9   |
| 9    | Primorje Ljubljana | 18  | 22 | 7  | 4 | 11 | 23 | 41 | -18  |
| 10   | Građanski Skopje   | 16  | 22 | 7  | 2 | 13 | 31 | 57 | -26  |
| 11   | Sparta Zemun       | 13  | 22 | 5  | 3 | 14 | 21 | 60 | -39  |
| 12   | Slavija Varaždin   | 10  | 22 | 4  | 2 | 16 | 23 | 54 | -31  |

|  | Qualification pour la Coupe Mitropa 1939 |
|  | (T) : Tenant du titre                    |

## Bilan de la saison
| Championnat de Yougoslavie de football 1938-1939                        |                         |
| Champion                                                                | BSK Belgrade (5e titre) |
| Qualifications continentales                                            |                         |
| Coupe Mitropa 1939                                                      | BSK Belgrade            |
| Promotions et relégations                                               |                         |
| Promus en Prva Liga                                                     | Aucun                   |
| Relégués en Championnat de Yougoslavie de football de deuxième division | Aucun                   |